# Rhithrogena amica
Espèce
Rhithrogena amica  est une espèce d'éphémères appartenant à la famille des  heptageniidés.